# Gáthy
Gáthy (singulár gáthá), avestánsky „zpěvy“, jsou nejstarší částí zarathuštrické Avesty, podle tradice složenou samotným Zarathuštrou. Tyto texty vyjadřují základní myšlenku svobodné velmi mezi ašou „pravdou“ a drudží „lží“ a obsahují epizody ze Zarathuštrova života a vypráví i o jeho prvních příznivcích a odpůrcích. Podle středoperské tradice byly gáthy zapsány a šířeny na popud vládce Vištáspy, významného raného podporovatele proroka. Na rozdíl od většiny avestských textů jsou ve verších, v metru založeném na počtu slabik, a jazykem který je nazýván starší avestánština či gáthština. Interpretace gáth je obtížná a v mnoha případech předmětem sporů.
Gáthy se obracejí na Ahura Mazdu a jeho služebníky Ameša Spenty, zatímco pozdější významná božstva jako Mithra, Anáhitá nebo Haoma v nich chybí. Dále je v nich odsuzováno uctívání daévů, uvažuje se o tom, jak správně přinášet oběti a o podstatě správného života, konečném vítězství ašy a také obsahují řeč směrovanou obci jeho následovníků, již měl Zarathuštra pronést na svatbě své nejmladší dcery.
Formálně jsou začleněny do části Avesty zvané Jasna „obětování“, a tvoří její háiti „kapitoly“ 28-34, 43-51 a 53. Dělí se na pět gáth:
- Ahunavaití
- Uštavaití
- Spentamainjú
- Vohuchšathrá
- Vahištóiští

Gáthám samotným předchází v Jasně 27 tři modlitby: Ahuna vairja, Ašem vohu a Jenhé hátam, sepsané v archaizované či re-archaizované mladší avestánštině tak, aby připomínaly jazyk gáth. Jasna 54, následující po gáthách, zase obsahuje Airjamana Išja, která společně s třemi předchozími náleží mezi nejvýznamnější zarathuštrické modlitby. Jasna 35-42 vložená Ahunavaitígáthá a Uštavaitígáthá je nazývána Jasna haptanháiti „jasna sedmidílná“ a je psána v próze, přičemž prvních šest háiti je psáno starou avestánštinou, zatímco sedmá je psána archaizovanou mladší avestánštinou.